# Fühlhebel
Der Fühlhebel ist ein Messwerkzeug, das zur Untersuchung zylindrischer und konischer Körper dient, um festzustellen, inwieweit sie im Querschnitt von der Kreisform abweichen.
Der Fühlhebel besteht aus einem kurzen, stählernen Hebel, dessen eines Ende glatt abgerundet und fein poliert ist, und dessen anderes Ende mit einer aus Messing bestehenden, aufwärts gerichteten Verlängerung versehen ist, die das 50- bis 100-fache des kleinen Hebels beträgt. Indem man das Prüfobjekt langsam um seine eigene Achse dreht, z. B. auf einer Drehbank, und den kurzen Hebelarm bis zur Berührung gegen das Objekt schiebt, wird der als Zeiger auf einem Gradbogen dienende lange Hebelarm jedes Mal da einen Ausschlag geben, wo der Querschnitt des Prüfobjekts von der Kreisform abweicht. 
Verschiebt man das Instrument gleichzeitig parallel oder unter einem Winkel gegen die Achse des Arbeitsstücks, kann man auch dessen Zylindrizität oder Konizität prüfen. Auf diese Weise werden sehr kleine, auf andere Art früher nicht festzustellende Unrichtigkeiten angezeigt, wie dies z. B. für mathematische Instrumente notwendig ist.